# Sierra de la Garduña
La sierra de la Garduña es una sierra de Portugal Continental, con 20 km de longitud, 10 km de anchura y 1227 metros de altitud. Se sitúa en la Beira Baja, municipios de Fundão y Castelo Branco, distrito de Castelo Branco. La sierra de la Garduña también es conocida por Guardunha (palabra árabe que significa "refugio").
Esta zona es la capital de la producción de cereza en Portugal, destacando las freguesias de Alcongosta y Souto de la Casa. 
Hace varias décadas la producción dominante era la castaña, pero en los años de 1930, una enfermedad atacó la mayoría de los castaños. Los incendios agravaron esa destrucción. Sin embargo, las repoblaciones recientes no han sido suficientes.
En la vertiente sur, en la freguesia de San Vicente da Beira existen algunos bosques de castaños, no tan extensos como antiguamente pero que aún producen una cantidad significativa de castañas. La producción forestal comprende el abeto bravo y más recientemente el eucalipto. Existen dos explotaciones de agua de manantial natural, en San Vicente da Beira con las Aguas Fonte da Fraga y en Castelo Novo con las Aguas do Alardo.
Existen numerosos miradores naturales, desde donde es posible observar la Cova da Beira y la sierra de la Estrella, Covillana y Belmonte (norte) y llanuras de la zona de Castelo Branco, Penamacor y Idanha-la-Nueva (sur y este).
En los últimos años, la sierra de la Garduña ha sido blanco de auténticos ataques ambientales e histórico-culturales, expresamente, la construcción del IP2, de la autovía A23 y de dos túneles (uno de 1580 m y otro de 300 m), que la afectaron gravemente, provocando inclusive la desaparición de incontables manantiales de agua.